# Camilo (cantor)
Camilo Echeverry (Medellín, 16 de março de 1994), mais conhecido pelo seu nome artístico Camilo, é um cantor e compositor colombiano. Nascido em Medellín, Camilo ganhou fama em 2007 depois de vencer o talent show colombiano Factor XS. Sua música é geralmente classificada como pop latino, com uma mistura de música urbana. Camilo é conhecido por suas letras românticas e voz tenor e também escreveu canções de sucesso para outros artistas.
O cantor lançou três álbuns de estúdio, Regálame tu corazón (2007), Tráfico de Sentimientos (2010) e Por Primera Vez (2020).
Camilo é conhecido por seus singles "Tutu", ao lado de Pedro Capó, "Desconocidos" e "La Boca" com Mau y Ricky. Ele também é conhecido por escrever sucessos, incluindo "Sin Pijama", de Becky G com Natti Natasha e "Sin Querer Queriendo", de Lali e Mau y Ricky.

## Biografia
Echeverry nasceu na cidade de Medellín, Colômbia, em 16 de março de 1994, a cidade onde estudou. Seu pai é Eugenio Echeverry e sua mãe é Lía Correa.
Em setembro de 2010, ela lançou seu segundo álbum de estúdio, intitulado Traffic of Feelings, que foi um sucesso comercial em seu país natal, assim como em outros países da América Latina . Em 2011, ele foi convocado para ser o apresentador do Fator X, depois voltou a apresentar o programa infantil Bichos (Atualmente Your Planet Bugs ), onde se aposentou em 2014, para se concentrar em sua carreira musical. Anteriormente, em 7 de outubro de 2013, ele lançou o single "Deixe-me te amar hoje".
Em 2018, ele colaborou com a dupla Mau & Ricky nas músicas "Desconocidos" e meses depois "La boca".
Seu terceiro álbum de estúdio é intitulado For the First Time e foi lançado em 17 de abril de 2020. Ele contém 10 singles, incluindo o hit " Tutu ", juntamente com Pedro Capó, e seu remix com o colombiano Shakira e a música "El misma aire", tocada em casa como o próprio cantor descreve. 

## Discografia
- Regálame Tu Corazón (2007)
- Tráfico de Sentimientos (2010)
- Por Primera Vez (2020)
- Mis Manos (2021)
- De Adentro Pa' Afuera (2022)
- Cuatro (2024)